# Krasnokamskij rajon (Baschiria)
Il Krasnokamskij rajon (in russo Краснокамский район?) è un rajon (distretto)  della Baschiria, nella Russia europea; il capoluogo è Nikolo-Berëzovka.
Istituito nel 1937, ricopre una superficie di 1.594 chilometri quadrati ed ospita una popolazione di circa 27.000 abitanti.